# Falacia ecológica
La falacia ecológica o falacia de población,  conocida clásicamente como falacia de ambigüedad por división, es un tipo de falacia o error en la argumentación basado en la mala interpretación de datos estadísticos, en el que se infiere la naturaleza de los individuos a partir de las estadísticas agregadas del grupo al que dichos individuos pertenecen. Esta falacia se da a partir del supuesto de que todos los miembros de un grupo muestran las mismas características del grupo. Los estereotipos son un tipo de falacia ecológica muy extendida: por el hecho de pertenecer a un grupo, se aplican falazmente a un individuo alguna de las características "típicas" del grupo en general (como considerar que una persona por ser alemán es extremadamente racional).

## Ejemplo
Un ejemplo simple en una advertencia médica podría ser "La mitad de los fumadores muere a causa de cáncer de pulmón" y la interpretación "Por lo tanto, la otra mitad de los fumadores nunca muere".
Supongamos que la renta per cápita de España sea superior a la renta per cápita de Ecuador. Dar por supuesto que cualquier español elegido al azar tendrá una renta mayor que cualquier ecuatoriano elegido al azar es un ejemplo de falacia ecológica, ya que la renta per cápita es un promedio y con este sólo dato no sabemos cual es la distribución de la renta entre los individuos en cada país.
Para entenderlo mejor: Un caso extremo sería que un solo individuo español tuviera de renta 1.000.000.000 euros y el resto de los españoles 1 euro cada uno, mientras que todos los ecuatorianos tuvieran de renta 2 euros. Cualquiera de los ecuatorianos tiene una renta superior a todos los españoles excepto a uno, en cambio la renta per cápita española sería más alta. Consecuentemente, conociendo la media - que es una característica del grupo - no podemos inferir características de los individuos.
Otro ejemplo es suponer que la presencia de una enfermedad en determinada población es prueba de que un individuo de esa población porta tal enfermedad.

## Como recurso estilístico
Es común adjudicar a todos los humanos los logros de un humano o de un grupo: se dice que los humanos llegamos a la Luna, cuando la realidad es que sólo unos pocos astronautas lo han hecho; pero matizando este último argumento al decir «la humanidad ha llegado a la luna», nos referimos ya implícitamente a que algunas personas lo han hecho. Otro ejemplo sería cuando decimos «los niños hicieron tal cosa» refiriéndonos claramente a un grupo específico el cual no involucra a todos los niños del mundo.